# Alexander Roslin
Alexander Roslin (ve francouzštině Alexandre; výslovnost [alɛksɑ̃dʁ ʁɔslɛ̃]; 15. července 1718, Malmö – 5. července 1793, Paříž) byl švédský malíř, který pracoval ve Scanii, Bayreuthu, Paříži, Itálii, Varšavě a Petrohradu především pro členy šlechtických rodů. Kombinoval bystré psychologické zobrazení se zručným znázorněním látek a šperků.

## Život
Narodil se v roce 1718 v Malmöu ve Švédsku. V roce 1759 se oženil s Mariea-Suzanne Giroustovou. Pobýval ve Stockholmu, Bayreuthu, Itálii a od roku 1758 především v Paříži, kde také 5. července roku 1793 zemřel.

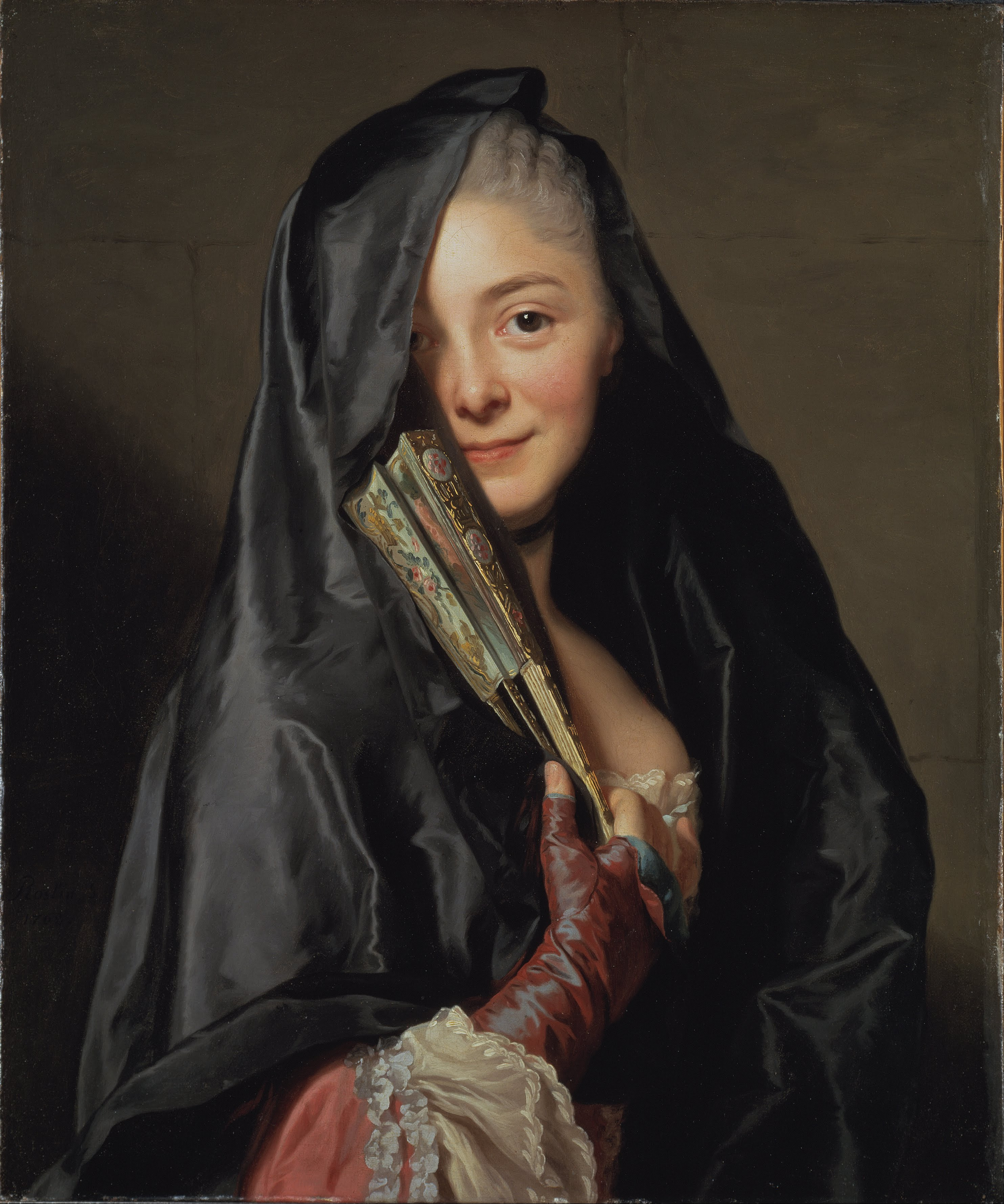
Dáma se závojem (1768)

Portrétoval většinou ženy z bohatých rodin, šlechtice nebo jiné osobnosti z vyšších vrstev. Slavný je i jeho portrét s názvem Dáma se závojem (1768), na kterém vyobrazil svou ženu, nebo portrét Carla Linného z roku 1775.